# Phygadeuon ruber
Phygadeuon ruber là một loài tò vò trong họ Ichneumonidae.